# 赵尔宓
赵尔宓（1930年1月30日—2016年12月24日），满族，伊尔根觉罗氏，中国两栖动物和爬行动物学家，中国科学院成都生物研究所研究员、院士，四川成都人。

## 生平
赵中学就读于树德中学，1947年考入華西協合大學生物系，师从刘承钊教授。1951年赵毕业后被分配到哈尔滨医科大学担任助教，1954年调回四川医学院，协助徐福均教授进行研究。1962年起跟随刘承钊教授进行研究，很快取得一系列成果。

## 主要学术著作
- Zhao, E.-M. & Adler, K.K. 1993. Herpetology of China（《中国两栖爬行动物》）. Contributions to Herpetology 10. Society for the Study of Amphibians and Reptiles: Oxford, Ohio. 552 pp. ISBN 978-0916984281
- 《中国动物志: 爬行纲 第二卷. 有鳞目. 蜥蜴亚目》，赵尔宓、赵肯堂、周开亚，科学出版社，1999年，ISBN 9787030067500
- 《中国动物志: 爬行纲 第三卷. 有鳞目. 蛇亚目》，赵尔宓、黄美华、宗愉，科学出版社，1998年，ISBN 9787030065605